# Karol Rej
Karol Rej herbu Oksza (zm. przed 19 listopada 1718) – podstoli chełmski w 1696 roku, podstarości i sędzia grodzki krasnostawski w latach 1696–1718.
Poseł ziemi chełmskiej na sejm elekcyjny 1697 roku. Był elektorem Augusta II Mocnego z ziemi chełmskiej w 1697 roku, jako deputat z ziemi chełmskiej podpisał jego pacta conventa. Był posłem ziemi chełmskiej na sejm pacyfikacyjny 1699 roku.